# Bundesstraße 221
De Bundesstraße 221 is een bundesstraße Duitse deelstaat Noordrijn-Westfalen.
De weg Begint bij Straelen en loopt via Kaldenkirchen, Heinsberg en Geilenkirchen naar Alsdorf.

## Routebeschrijving
De B221 begint in Straelen op een kruising met de B58 en loopt door Broekhuysen, Herongen, kruist bij afrit Straelen de A40, loopt door Leuth waar de  B509 aansluit, waarna ze bij afrit Kaldenkirchen aansluit op de A61
Vervanging
Tussen afrit Kaldenkirchen A61 aan de afrit Kaldenkirchen-Süd is de B221 vervangen door de A61.
Voortzetting
Vanaf de afrit Kaldenkirchen-Süd loopt de B221 door Bracht, langs Brüggen,  kruist ze bij afrit Niederkrüchten de A52. De weg loopt door Niederkrüchten waar ze de B230 kruist, Arsbeck, Wassenberg en Heinsberg, waarna ze bij afrit Heinsberg de A46/B56n kruist. 

## Toekomst
In Landgraaf moet de Provinciale weg 300 worden aangesloten op de toekomstige Randweg Abdissenbosch (in Duitsland de B221n). Deze weg tussen Landgraaf en Geilenkirchen, B56 moet het grensverkeer tussen Parkstad en Duitsland uit de Landgraafse kernen weren. De Duitse overheid wil in 2026 met de aanleg beginnen, terwijl Limburg liever in 2020 begint.
B1 · B3 · B7 · B8 · B9 · B10 · B26 · B27 · B35 · B37 · B38 · B39 · B40 · B41 · B42 · B43 · B43a · B44 · B45 · B47 · B48 · B49 · B50 · B51 · B52 · B53 · B54 · B55 · B55a · B56 · B56n · B57 · B58 · B59 · B61 · B62 · B63 · B64 · B65 · B66 · B66n · B67 · B68 · B70 · B80 · B83 · B84 · B219 · B220 · B221 · B223 · B224 · B225 · B226 · B227 · B228 · B229 · B230 · B231 · B233 · B234 · B235 · B236 · B237 · B238 · B239 · B241 · B249 · B250 · B251 · B252 · B253 · B254 · B255 · B256 · B257 · B258 · B259 · B260 · B261 · B262 · B263 · B264 · B265 · B266 · B267 · B268 · B269 · B270 · B271 · B272 · B274 · B275 · B277a · B278 · B279 · B284 · B288 · B323 · B324 · B326 · B327 · B399 · B400 · B403 · B405 · B406 · B407 · B409 · B410 · B411 · B412 · B413 · B414 · B416 · B417 · B418 · B419 · B420 · B421 · B422 · B423 · B424 · B426 · B427 · B428 · B429 · B448 · B449 · B450 · B451 · B452 · B453 · B454 · B455 · B456 · B457 · B458 · B459 · B460 · B469 · B473 · B474 · B475 · B476 · B477 · B478 · B479 · B480 · B481 · B482 · B483 · B484 · B485 · B486 · B487 · B488 · B489 · B499 · B504 · B506 · B507 · B508 · B509 · B510 · B511 · B513 · B514 · B515 · B516 · B517 · B519 · B520 · B521 · B525 · B528 · B611